# UPM

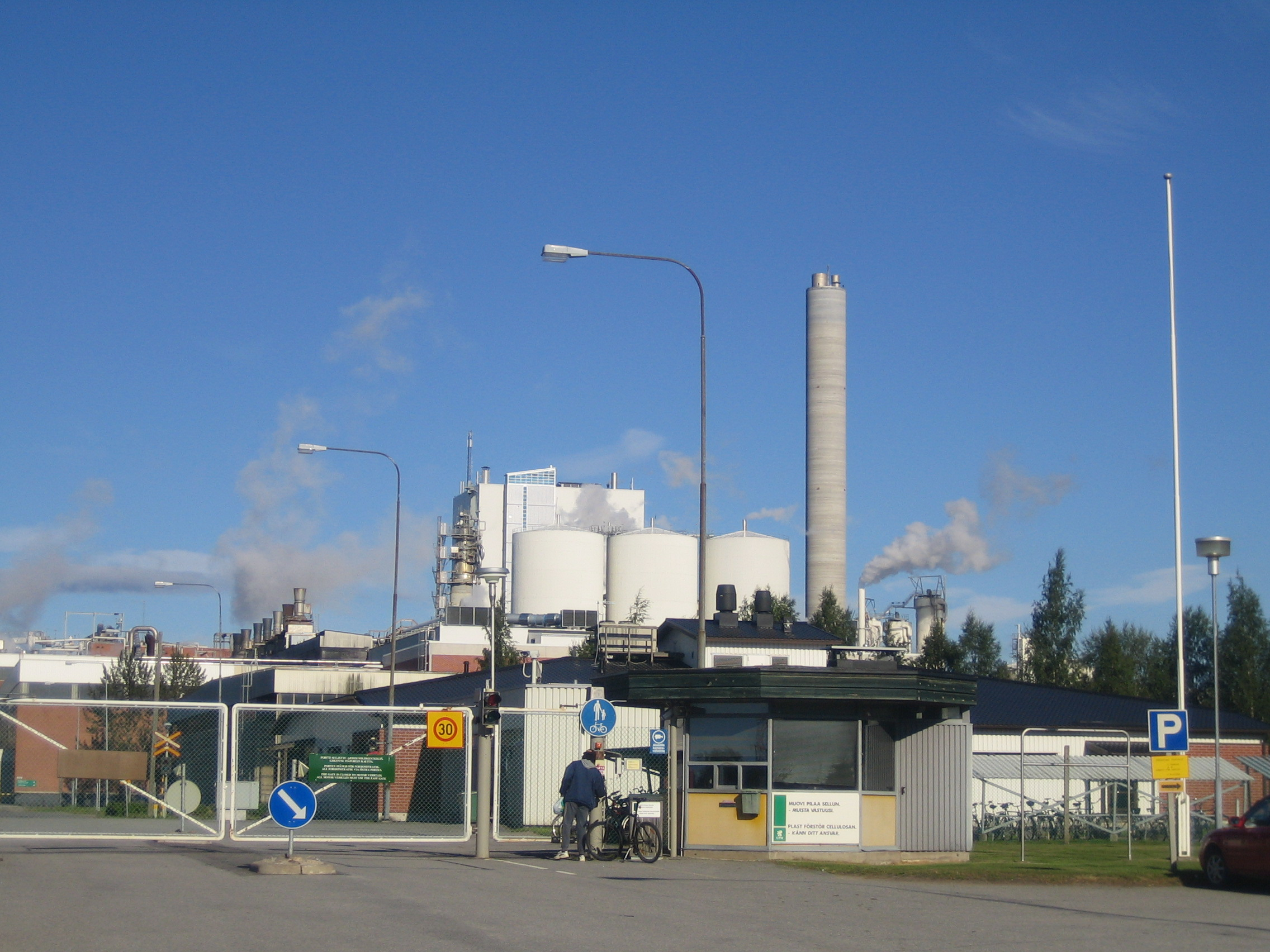
Uma fábrica de papel da UPM em Jakobstad, na Finlândia.

UPM-Kymmene Corporation (em finlandês:  UPM-Kymmene Oyj; geralmente referidos simplesmente como UPM) é uma empresa finlandesa fabricante de papel, madeira e celulose. UPM-Kymmene foi formada pela fusão da Kymmene Corporation e Repola Ltd e sua subsidiária United Paper Mills Ltd em 1996. UPM é composta por três grupos de negócios: energia e celulose, papel e materiais de engenharia. O Grupo emprega cerca de 20.950 pessoas e tem fábricas em 14 países. partes UPM estão listadas nas bolsa de valores NASDAQ e OMX Helsinki.